# Kováts Kolos
Kováts Kolos (Mohács, 1948. január 31. –) Kossuth-díjas és Liszt Ferenc-díjas magyar operaénekes (basszus), érdemes művész, a Halhatatlanok Társulatának örökös tagja.

## Életpályája
Édesapja a siklósi kórház orvosa volt, aki az 1956-os forradalom után évekre börtönbe került.
A pécsi Széchenyi gimnáziumban érettségizett 1966-ban. Majd a Liszt Ferenc Zeneművészeti Főiskolán folytatta tanulmányait 1966 és 1970 között, Révhegyi Ferencné és Lukács Miklós növendékeként. Rögtön a diploma megszerzése után tag, 1996 óta örökös tag lett a Magyar Állami Operaházban. Oratóriuménekesként is ismert.
Schlesak Auguszta és Ivasivka Mátyás fedezte fel őt, ekkor a pécsi Nagy Lajos Gimnázium kórusába is meghívták.

## Versenyeredményei
- Ki mit tud? (1965)[1]
- Erkel Ferenc énekverseny: I. helyezés (Budapest, 1970)
- Caruso énekverseny: I. helyezés (Rio de Janeiro, 1973)
- Nemzetközi Csajkovszkij Verseny: II. díj (Moszkva, 1974)

## Szerepei
- Bartók Béla: A kékszakállú herceg vára – A kékszakállú herceg; Regös
- Ludwig van Beethoven: Fidelio – Rocco; Fernando
- Vincenzo Bellini: Norma – Oroveso
- Csajkovszkij: Jevgenyij Anyegin – Gremin herceg
- Gaetano Donizetti: Lammermoori Lucia – Raimond Bidebent
- Gaetano Donizetti: Boleyn Anna – VIII. Henrik
- Erkel Ferenc: Bánk bán – II. Endre
- Charles Gounod: Faust – Mefisztó
- Charles Gounod: Rómeó és Júlia – Lorenzo
- Claudio Monteverdi: Poppea megkoronázása – Lictor
- Wolfgang Amadeus Mozart: Don Juan – A kormányzó
- Wolfgang Amadeus Mozart: A varázsfuvola – Sarastro; Öreg pap [=Sprecher]
- Modeszt Petrovics Muszorgszkij: Borisz Godunov – címszerep; Pimen
- Modeszt Petrovics Muszorgszkij: Hovanscsina – Doszifej
- Amilcare Ponchielli: La Gioconda – Alvise Badoero
- Szergej Szergejevics Prokofjev: A három narancs szerelmese – Treff király
- Giacomo Puccini: Bohémélet – Colline
- Giacomo Puccini: Tosca – Cesare Angelotti
- Giacomo Puccini: Turandot – Timur
- Ránki György: Pomádé király új ruhája – Pomádé király
- Ránki György: Az ember tragédiája – Az Úr hangja
- Gioachino Rossini: A sevillai borbély – Basilio
- Richard Strauss: Salome – I. nazarénus
- Szokolay Sándor: Hamlet – Pap
- Szokolay Sándor: Sámson – A főpap
- Giuseppe Verdi: Nabucco – Zakariás
- Giuseppe Verdi: A lombardok az első kereszteshadjáratban – Pagano
- Giuseppe Verdi: Ernani – Don Ruy Gomez de Silva
- Giuseppe Verdi: Macbeth – Banquo
- Giuseppe Verdi: A trubadúr – Ferrando
- Giuseppe Verdi: A végzet hatalma – Gvárdián
- Giuseppe Verdi: Simon Boccanegra – Jacopo Fiesco
- Giuseppe Verdi: Don Carlos – II. Fülöp
- Richard Wagner: Lohengrin – Madarász Henrik
- Richard Wagner: Siegfried – Fafner
- Carl Maria von Weber: A bűvös vadász – Egy remete

## Diszkográfia
(Csak a CD-n [is] megjelent felvételek. Ezek katalógusszámait adjuk csak meg.)
Teljes operák
- Rossini: Tell Vilmos – Walter (Gabriel Bacquier, Nicolai Gedda, Montserrat Caballé stb.; Royal Filharmonikus Zenekar, vez. Lamberto Gardelli) (1972) EMI Classics 7 69951 2
- Bartók: A kékszakállú herceg vára – Kékszakállú (Kovács Eszter; Magyar Állami Hangversenyzenekar, vez. Ferencsik János) (1976, élő felvétel a Zeneakadémiáról) Art 21 Stúdió
- Cherubini: Medeia ([Sass Sylvia]], Veriano Luchetti, Takács Klára stb.; Magyar Rádió Ének- és Zenekara, vez. Lamberto Gardelli) (1977) Hungaroton HCD 11904–05
- Bartók: A kékszakállú herceg vára – Kékszakállú (Sass Sylvia, Sztankay István; Londoni Filharmonikus Zenekar, vez. Solti György) (1979) DECCA 433 082-2
- Verdi: Ernani – Don Ruy Gomez de Silva (Giorgio Casellato Lamberti, Sass Sylvia, Miller Lajos stb.; Magyar Állami Operaház Ének- és Zenekara, vez. Lamberto Gardelli) (1981) Philips 446 669-2
- Verdi: A lombardok (Giorgio Casellato Lamberti, Sass Sylvia stb.; Magyar Rádió Énekkara, Magyar Állami Operaház Zenekara, vez. Lamberto Gardelli) Hungaroton HCD 12498–500
- Verdi: Macbeth – Banquo (Piero Cappuccilli, Sass Sylvia, Kelen Péter stb.; Magyar Rádió Ének- és Zenekara, vez. Lamberto Gardelli) (1986) Hungaroton HCD 12738–40
- Giordano: Fedora – Cirill (Marton Éva, José Carreras, Kincses Veronika stb.; Magyar Rádió Ének- és Zenekara, vez. Giuseppe Patanè) (1986) CBS Masterworks [Sony] M2K 42181
- Erkel: Bánk bán – II. Endre (Marton Éva, Kiss B. Attila, Rost Andrea stb.; Nemzeti Énekkar, Magyar Millenium Zenekara [sic!], vez. Pál Tamás) (2002) Teldec 0927-44606-2

Egyéb felvételek
- Verdi-áriák (portrélemez) Hungaroton HCD 31650
- J. S. Bach: János-passió – Péter (Réti József, Melis György, Hamari Júlia stb.; Liszt Ferenc Kamarazenekar, vez. Lehel György) (1971) Hungaroton HCD 32225–26
- Gounod: Faust – részletek (Korondi György, Sass Sylvia stb.; Magyar Állami Operaház Zenekara, vez. Lukács Ervin) (197?) Hungaroton HCD 32411
- Vivaldi: L'Olimpiade – részletek (Zempléni Mária, Takács Klára, Miller Lajos stb.; Budapesti Madrigálkórus, Magyar Állami Hangversenyzenekar, vez. Szekeres Ferenc) Hungaroton HCD 32022
- Beethoven: I–IX. szimfónia (Drezdai Filharmonikus Zenekar, vez. Herbert Kegel) (1982–83) Delta Music 19 451-55
- Liszt: Szent Erzsébet legendája (Marton Éva, Sólyom-Nagy Sándor stb.; Budapesti Kórus, Magyar Állami Hangversenyzenekar, vez. Joó Árpád) Hungaroton HCD 12694–95
- Mozart: Koronázási mise KV 317 + Schubert: G-dúr mise (Kalmár Magda, Bokor Jutta, Fülöp Attila; Szlovák Filharmónia Ének- és Zenekara, vez. Ferencsik János) Hungaroton HCD 12513
- Liszt: Kórusművek (Temesi Mária, Molnár András stb.; Honvédség Férfikara, Magyar Állami Hangversenyzenekar, vez. Zámbó István) (1991) Hungaroton HCD 12748

## Filmjei
- Bánk bán (2002, rendező: Káel Csaba)
- Johanna (2005, rendező: Mundruczó Kornél)

## Kitüntetései
- Liszt Ferenc-díj (1977)[1]
- Székely Mihály-emlékplakett (1978)
- Érdemes művész (1984)[1]
- Kossuth-díj (1992)[1]
- A Magyar Állami Operaház örökös tagja (1996)
- Örökös tag a Halhatatlanok Társulatában (1999)
- Prima díj (2005)
- A Magyar Köztársasági Érdemrend középkeresztje (2006)[2]
- A Magyar Állami Operaház Mesterművésze (2008)